# Cratere Khelifa
Khelifa  è un cratere sulla superficie di Venere.